# Xaniona sachalinensis
Xaniona sachalinensis är en insektsart som först beskrevs av Matsumura 1911.  Xaniona sachalinensis ingår i släktet Xaniona och familjen dvärgstritar. Inga underarter finns listade i Catalogue of Life.